# Lady Gaga
Stefani Joanne Angelina Germanotta (født 28. marts 1986), bedre kendt som Lady Gaga, er en amerikansk sanger, sangskriver, skuespillerinde og pladeproducer. Hun er født og opvokset i New York City, hvor hun primært studerede på Convent of the Sacred Heart, men også kortvarigt var indskrevet på New York Universitys Tisch School of the Arts, inden hun besluttede at fokusere på sin musikalske karriere. Hun begyndte at optræde som rockmusiker på Manhattans Lower East Side og skrev kontrakt med Streamline Records ved udgangen af 2007. I løbet af sin ansættelse som sangskriver for pladeselskabet vakte hendes sangevner musikeren Akons opmærksomhed. Hun underskrev en kontrakt med hans selskab, Kon Live Distribution.
Lady Gaga opnåede en fremtrædende plads som musiker efter udgivelsen af sit debutalbum, The Fame (2008), som blev modtaget godt af både anmeldere og publikum og nåede toppen af hitlisterne verden over. Det indbefattede de internationale nummer-et-singler, "Just Dance" og "Poker Face". Efter The Fame Ball Tour fulgtes albummet op med The Fame Monster (2009), som indeholdt hittene "Bad Romance", "Telephone" og "Alejandro". The Fame Monsters succes gjorde det muligt for hende at gennemføre den 18 måneder lange The Monster Ball Tour, som blev en af de mest indbringende koncertturnéer nogensinde. Hendes seneste album Born This Way (2011) toppede hitlisterne på de fleste større markeder og genererede flere internationale topsingler, herunder "Born This Way", "Judas" og "The Edge of Glory". Udover sin musikalske karriere arbejder Lady Gaga for humanitære formål og er engageret i LBGTI+-aktivisme.
Gaga er påvirket af David Bowie, Michael Jackson, Madonna og Queen og er kendt for sin flamboyante og anderledes optræden og for sine outrerede modevalg og musikvideoer. Hun har solgt 23 millioner album og skønsmæssigt 64 millioner singler på verdensplan, og hendes singler er dermed nogle af de bedst sælgende i verden. Hun har modtaget seks Grammy Awards og 13 MTV Video Music Awards og har løbende figureret på Billboards liste over Artists of the Year og været nummer fire på VH1s liste over de 100 største kvinder inden for musikken. Lady Gaga er også regelmæssigt på listerne i Forbes og er blevet nævnt som et af de mest indflydelsesrige mennesker i verden af Time. I 2012 var Lady Gaga nummer fire på Billboards liste over musikere med den største indtjening i 2011, idet hun havde en indkomst på mere end 25 millioner dollars. I Nielsen SoundScans årsrapport fra 2011 blev hun udnævnt til den fjerdemest sælgende musiker nogensinde, for så vidt angår det digitale salg (til download) i USA med en samlet omsætning på 42.078.000. Ifølge The Official Charts Company er hun nr. 5 på en liste over kvindelige musikere, der har udgivet singler, idet singlen "Poker Face" opnåede et salg på 7.329.000.
I 2018 debuterede hun på det store lærred som hovedrolle indehaver i filmen “A star is born”. En præstation hun fik meget ros for af anmelderne.

## Liv og karriere

### 1986-2004: De første år
Stefani Joanne Angelina Germanotta er født den 28. marts 1986 i New York som barn af Cynthia (født Bissett) og Joseph Germanotta, en internet-iværksætter. Familien stammede fra Sicilien og havde i fjernere slægtled fransk-canadiske rødder. Stefani er det ældste af to børn. Lillesøsteren Natali, der studerer mode, er født i 1992. På trods af sin opvækst under rige kår på Manhattans Upper West Side fortæller Gaga, at hendes forældre "begge kom fra lavere familier, så vi har arbejdet for alt; min mor var ude af huset og arbejdede fra 8-20 i telebranchen, ligesom min far gjorde". Gaga fik en katolsk opdragelse; fra hun var 11 år gik hun på Convent of the Sacred Heart, en privat, katolsk pigeskole Manhattans Upper East Side. Hun beskrev sit liv i gymnasiet som "meget flittigt, meget disciplineret", men hun var også "lidt usikker": "Jeg plejede at blive lavet grin med fordi jeg enten var for provokerende eller for excentrisk, så jeg begyndte at tone det ned. Jeg passede ikke ind og følte mig som en freak". Det sætter hendes bekendte dog spørgsmålstegn ved. Gaga begyndte at spille klaver, da hun var fire år gammel og skrev sin første klaverballade, da hun var tretten. Hun begyndte at optræde ved open mike-arrangementer i en alder af fjorten år. Hun optrådte i hovedrollerne i gymnasiets teaterproduktioner; hun var Adelaide i Guys and Dolls og Philia i A Funny Thing Happened on the Way to the Forum. Hun optrådte også i en meget lille rolle som en drilagtig klassekammerat i tv-drama-serien The Sopranos i en episode fra 2001 med titlen "The Telltale Moozadell". Hun gik til auditions til New York, men havde ikke heldet med sig.
Efter gymnasiet opfordrede hendes mor hende til at ansøge hos Collaborative Arts Project 21 (CAP21), en uddannelse indenfor musikteater på New York Universitys Tisch School of the Arts. Da hun var 17, blev hun som en af 20 studerende optaget, og hun boede på et af universitetets kollegier på 11th Street. Ud over at skærpe sine evner for sangskrivning udviklede hun sig og skrev essays og analyser af kunst, religion, sociale anliggender og politik, herunder en opgave om popkunstnerne Spencer Tunick og Damien Hirst. Hun gik til auditions til forskellige roller og fik rollen som restaurantgæst i MTVs' Boiling Points, et reality tv-show.

### 2005-2007: Karrierens start
Gaga trak sig fra CAP21, da hun var 19, i andet halvår af hendes andet år på universitetet for at hellige sig sin musikalske karriere. Hendes far indvilligede i at betale hendes husleje i et år på den betingelse, at hun ville indskrive sig på Tisch igen, hvis det skulle mislykkes. "Jeg forlod hele min familie, fik den billigste lejlighed, jeg kunne, og spiste lort, indtil jeg fandt nogen, der ville lytte", husker hun. Hun havde en lille lejlighed på Rivington Street og indspillede i sommeren 2005 et par sange med hip-hop-sangeren Melle Mel, sange der skulle ledsage lydbogsversionen af børnebogen, The Portal in the Park af Cricket Casey. Hun begyndte også et band kaldet Stefani Germanotta Band (SGBand) med nogle venner fra NYU - guitaristen Calvin Pia, bassisten Eli Silverman, trommeslageren Alex Beckham og manageren Frank Fredericks i september samme år. Bandet spillede en blanding af sange: Nogle sange var sange, som de selv havde skrevet, mens andre var klassiske rocknumre som Led Zeppelins "D'yer Mak'er". Bandet spillede på barer som Greenwich Villages The Bitter End og Mercury Lounge på Lower East Side og udviklede snart en lille fanskare, hvorefter musikproduceren Joe Vulpis fik øje på dem. Snart efter at de havde været til prøve i Vulpis' studie, kunne SGBand sælge deres EP'er Words og Red and Blue (begge fra 2005) ved koncerter i New York, mens de var blevet et fast indslag i Lower East Sides klubber. SGBand nåede deres karrieres højdepunkt i 2006 ved Songwriters Hall of Fame i The Cutting Room i juni, hvor Wendy Starland, en musiker der også var talentspejder for musikproduceren Rob Fusari, også var til stede. Starland fortalte Fusari, der ledte efter en kvindelig sanger til et nyt band, om Gaga og kontaktede hende. SGBand blev opløst, og Gaga rejste nu dagligt til New Jersey for at arbejde på sange, hun havde skrevet, og for at komponere nyt materiale sammen med sin producer. Fusari sammenlignede nogle af hendes vokalharmonier med Freddie Mercurys. Det var Fusari der hjalp Gaga med at komme på navnet Gaga, der stammer fra Queen-sangen "Radio Ga Ga". Gaga havde selv tænkt over sagen, men modtog så en sms fra Fusari, der indeholdt ordene "Lady Gaga". Han forklarede: "Hver dag, når Stef kom til studiet ville jeg begynde at synge "Radio Ga Ga" i stedet for at sige hej. Det var hendes sang. Telefonens tekstprogram havde ændret ordet radio til lady". Hun sms'ede tilbage: "Så er det sket", skrev hun og erklærede: "Du skal aldrig kalde mig Stefani igen." New York Post har imidlertid rapporteret, at denne historie er forkert, og at navnet opstod under et møde om markedsføring.
Selvom det musikalske samarbejde mellem Fusari og Gaga ikke lykkedes i første omgang, skulle de snart oprette et selskab med navnet Team Lovechild i hvilket de indspillede og producerede elektropop og sendte det til pladeselskabernes chefer. Joshua Zarubin, en leder på Def Jam Recordings, reagerede positivt og forsøgte at få pladeselskabet med på at tage en chance med Germanottas "usædvanlige og provokerende" optræden. Efter at hans chef Antonio "L.A." Reid havde indvilget i aftalen, skrev Gaga kontrakt med Def Jam i september 2006 med det formål at have et album klar i løbet af ni måneder. Men hun blev droppet af selskabet efter blot tre måneder - en uheldig episode i hendes liv, som senere skulle inspirere hende til musikvideoen til hendes single "Marry the Night" fra 2011. Gaga var knust og søgte trøst hos familien og kom hjem til jul og til nattelivet på Lower East Side. LA Reid, der senere var gæst i The Ellen DeGeneres Show, sagde, at det at afvise Lady Gaga var "den største fejltagelse i [hans] liv", selvom han ikke egentlig fortrød det, fordi Gaga, hvis han ikke havde afvist hende, formodentlig ikke ville være blevet til den, hun er i dag. Hun blev mere og mere eksperimenterende: Hun optrådte i burleske shows, dansede gogo-dans på barer klædt i næsten ingenting og eksperimenterede med stoffer. Hendes far forstod ikke hendes forbrug af stofferne og undgik at se hende i flere måneder. "Jeg stod på scenen i trusser med en streng over min røv og tænkte, at den dækkede den, mens jeg satte ild til hårspray og dansede gogo-dans til Black Sabbath og sang sange om oralsex. De unge skreg og jublede, og så ville vi alle tage os en øl. Det var frihed for mig. Jeg havde gået på en katolsk skole, men det var i New York undergrund, at jeg fandt mig selv". Det var dengang, hun blev kærester med en heavy metal-trommeslager. Hun sammenlignede deres forhold med et forhold fra filmen Grease: "Jeg var hans Sandy, og han var min Danny, og jeg brød bare op". Han blev senere en inspiration til nogle af hendes sange.
På denne tid mødte hun performancekunstneren Lady Starlight, som fik en afgørende betydning for Gagas scenepersonlighed. Starlight forklarede, at efter deres første møde havde Gaga ønsket, at de skulle optræde sammen med sange, Gaga havde indspillet med Fusari. Som det havde været tilfældet med SGBand, begyndte parret at optræde på mange downtown-spillesteder som Mercury Lounge, The Bitter End og Rockwood Music Hall. Deres live-optræden blev kendt under navnet "Lady Gaga and Starlight Revue" eller "The Ultimate Pop Burlesque Rockshow". Kort tid efter blev de to inviteret til at spille på Lollapalooza-festivalen i august det år. Deres optræden fik god kritik og fine anmeldelser. Efter først at have fokuseret på avantgarde elektronisk dance-musik, havde Gaga fundet sin musikalske niche, da hun begyndte at inkorporere popmelodier og glam rock i David Bowies og Queens stil i sin musik. Selvom Gaga og Starlight havde travlt med at optræde, fortsatte produceren Rob Fusari med at arbejde på de sange, han havde skabt med Gaga. Fusari sendte disse sange til sin ven, produceren og musikdirektøren Vincent Herbert. Herbert var hurtig til at tegne kontrakt med Gaga for Streamline Records. Gaga krediterede senere Herbert som manden, der opdagede hende, og tilføjede: "Jeg føler virkelig, at vi har skabt pophistorie, og vi skal nok fortsætte". Efter at have arbejdet som sangskriver under et praktikophold hos Famous Music, som senere blev overtaget af Sony, fik Gaga efterfølgende en kontrakt med Sony. Som et resultat heraf blev hun hyret til at skrive sange for Britney Spears, New Kids on the Block, Fergie og Pussycat Dolls. Hos Interscope anerkendte sangeren og sangskriveren Akon hendes vokale evner, da hun prøvesang et nummer i studiet. Akon fik så bestyrelsesformanden og den administrerende direktør Jimmy Iovine med på, at han måtte få en kontrakt med Germanotta i sit eget selskab, Kon Live.
Ved udgangen af 2007 var hun blevet introduceret for sangskriveren og produceren RedOne, som selskabet også var manager for. Den første sang, hun producerede med RedOne var "Boys Boys Boys", et mash-up inspireret af Motley Crues "Girls, Girls, Girls" og AC/DC's "T.N.T.". Gaga fortsatte sit samarbejde med RedOne i studiet i en uge i forbindelse med sit debutalbum og indgik også kontrakt med Cherrytree Records, et mærke hos Interscope som produceren og sangskriveren Martin Kierszenbaum havde oprettet. Gaga skrev fire sange sammen med Kierszenbaum, herunder singlerne "Christmas Tree" og "Eh, Eh (Nothing Else I Can Say)". Selvom hun havde en sikker pladekontrakt, indrømmede Gaga, at hun frygtede at være for "racy", "dance-orienteret" og for "undergrundspræget" til det brede marked.

### 2008-2010:The FameogThe Fame Monster
I 2008 var Gaga flyttet til Los Angeles for at arbejde indgående med sit pladeselskab for at færdiggøre debutalbummet og oprette sit eget kreative team, Haus of Gaga, inspireret af Andy Warhols Factory. The Fame blev først frigivet den 19. august 2008 men fik ikke rigtigt tid i radioen. Gaga promoverede pladen ved at spille rundt omkring i Europa og i små homoklubber i USA ud over at optræde som støtte på den nordamerikanske del af New Kids on the Blocks' genforeningsturné. Singlen "Just Dance" blev først langsomt et hit; den var blevet frigivet fire måneder forud for albummets udgivelse, men nåede først toppen af de internationale hitlister i januar 2009, hvorefter albummet blev en øjeblikkelig succes og indbragte Germanotta hendes første nominering til en Grammy Award for bedste dance-plade, ligesom singlen blev en af de bedst sælgende singler på verdensplan. Gaga opnåede en større uventet succes, da "Poker Face", et andet nummer der først over tid blev et hit, blev nummer et på de fleste større musikmarkeder over hele verden i begyndelsen af 2009 og solgte 9,8 milloner singler i verden. Den opfølgende single vandt prisen for Best Dance Recording ved den 52. udgave af Grammy Awards i kategorien årets sang.
The Fame selv var nomineret til en Grammy for årets album, men vandt også i kategorien bedste dance- og electronica-album ved samme prisuddeling. Moderne kritikere roste albummet og beskrev det som om udforskning af sangerens besættelse af berømmelse og de "problemer", der er forbundet med de rige og berømtes livsstil. Kritikerne bemærkede kombinationen af genrer, "fra Def Leppard trommer til håndklap og metaltrommer", samt den inspiration, der var hentet fra 1980'ernes synthpop og brugen af dance-musik med klare musikalske ideer. The Fame blev nummer et i Østrig, Canada, Tyskland, Irland, Schweiz og Storbritannien og dukkede op i top fem i Australien, USA og 15 andre lande. Den forblev på toppen af listen over dance- og electronica-albummer i 106 uger (om end ikke i træk) og har siden sin udgivelse solgt over 12 millioner eksemplarer på verdensplan. Albummets succes indbragte mange hædersbevisninger, herunder Billboards "Rising Star Award" i 2009 og tre af ni MTV Video Music Awards-nomineringer, hvor Gaga fik prisen som bedste nye kunstner med videoen til singlen "Paparazzi, bedste special effects og bedste art direction. Ud over at være støtteband på Pussycat Dolls' The Doll Domination Tour i løbet af første halvår af 2009 i Europa og Oceanien, så gik Gaga også i gang med sin egen seks-måneders koncertturné under titlen The Fame Ball Tour, der løb fra marts til september 2009.
Mens hun rejste kloden rundt, skrev hun The Fame Monster, en EP bestående af otte sange, der blev udgivet i november. Hver sang, der beskæftiger sig med berømmelsens mørkere sider ud fra Gagas personlige erfaringer, udtrykkes via en monstermetafor. EP'en gjorde Gaga til den første kunstner der har haft tre forskellige singler, der har solgt mere end fire millioner eksemplarer på det digitale marked, idet "Bad Romance" toppede hitlisterne i atten lande og nåede top to i USA, Australien og New Zealand, mens der tilfaldt hende en Grammy for bedste kvindelige pop-præstation og bedste korte musikvideo. Den anden single, "Telephone", som er indspillet sammen med Beyoncé, blev nomineret til en Grammy for bedste vokale popsamarbejde, Gagas fjerde nummer et på hitlisterne i Det forenede Kongerige; den tilhørende musikvideo fik, selvom den var kontroversiel, en positiv modtagelse af kritikerne, der roste Germanotta for at have "en Michael Jacksons musikalitet og showmanship og en Madonnas magtfulde seksualitet og sans for provokation". Den efterfølgende single "Alejandro" byggede på et samarbejde mellem Gaga og modefotografen Steven Klein og udløste en musikvideo, der ligeledes var kontroversiel - kritikerne roste dens ideer og mørkhed, mens USA's katolske liga angreb sangerinden for hendes påståede brug af blasfemi. På trods af polemikken omkring hendes musikvideoer, gjorde de Stefani Germanotta til den første kunstner, der opnåede over en milliard virale visninger på videodelingssitet YouTube. Ved MTV Video Music Awards i 2010 vandt Gaga otte af sine 13 nomineringer, herunder årets video for "Bad Romance" (som "Telephone" også var nomineret til), hvilket gjorde hende til den første kvindelige kunstner, der har været nomineret to gange til samme pris. Derudover opsamlede The Fame Monster i alt seks nomineringer ved den 53. uddeling af Grammy Awards - svarende til antallet af Grammy-nomineringer som hendes debut modtog - idet hun vandt prisen for bedste vokale pop-album og modtog sin anden nominering til årets album.
Succesen med albummet gjorde det muligt for Gaga at starte sin anden verdensomspændende turné, The Monster Ball Tour, blot få uger efter udgivelsen af The Fame Monster og måneder efter at have afsluttet The Fame Ball Tour. Ved afslutningen i maj 2011 havde den kritikerroste og kommercielt succesfulde turné indtjent 227.400.000 dollars, hvilket gør den til en af de mest indbringende koncertturnéer nogensinde. Koncerter i Madison Square Garden i New York City blev filmet til HBO-tv med titlen Lady Gaga Presents The Monster Ball Tour: At Madison Square Garden. Optagelsen indbragte fem Emmy Award-nomineringer og er siden blevet udgivet på DVD og Blu-ray. Gaga sang også numre fra albummet ved internationale begivenheder som Royal Variety Performance, hvor hun sang "Speechless", en ballade, som Elizabeth II overværede; den 52. Grammy-uddeling, hvor hun åbnede showet med sangen "Poker Face" og en klaverduet, bestående af "Speechless" i et medley med "Your Song" af Elton John; 2010 BRIT Awards hvor en akustisk opførelse af "Telephone" efterfulgt af "Dance in the Dark" til ære for den afdøde modedesigner og nære ven, Alexander McQueen, gik forud for de priser, hun tog hjem ved selve prisoverrækkelsen. Hun deltog også i Michael Jacksons This Is It-koncertserie i Londons O2 Arena. "Jeg blev faktisk bedt om at stå for åbningsnummeret for Michael på hans turné", har hun sagt. "Vi skulle åbne for ham i O2-arenaen, og vi arbejdede for at få det til at lykkes".
I 2009 samarbejdede hun med forbrugerelektronikfirmaet Monster Cable Products om at lave et par juvelindlagte hovedtelefoner, der skulle have navnet Heartbeats. "De er designet som det første modetilbehør nogensinde, som også skulle være de absolut bedste hovedtelefoner lydmæssigt i verden", har Lady Gaga sagt. Gaga indgik også et samarbejde med Polaroid i januar 2010 som firmaets kreative direktør. Hun var begejstret for at lade det ikoniske Polaroid med dets historie som fotoikon blande med den digitale tidsalder, og hun kunne på en messe for forbrugerelektronik i 2011 afsløre de første nye produkter under navnet Grey Label: et par solbriller, der kan tage billeder, en mobilprinter på størrelse med en paperback og en opdateret version af det traditionelle kamera fra Polaroid. Det tidligere samarbejde med produceren Rob Fusari gjorde, at hun og hendes produktionsselskab, Mermaid Music LLC, blev sagsøgt i marts 2010, hvor han hævdede, at han var berettiget til en andel på 20 % af selskabets indtjening. Gagas advokat, Charles Ortner, beskrev aftalen med Fusari som "ulovlig", men fem måneder efter endte det med, at New Yorks højesteret afviste både retssagen og den modretssag, som Gaga havde indledt.Ud over disse retslige stridigheder blev Gaga testet borderline positiv for lupus, men hun hævdede ikke at være påvirket af symptomerne. Dette vakte betydelig bestyrtelse blandt fansene, hvorfor Gaga tog sagen op i et interview med Larry King og sagde, at hun håbede at undgå symptomer ved at opretholde en sund livsstil.

### 2011-:Born This WayogARTPOP
Gaga udgav sit andet studiealbum, Born This Way, den 23. maj 2011. Pladen er blevet beskrevet som en sammensmeltning af elektronisk musik med metal, rock 'n' roll og pop og hårdtpumpede dansebeats. Gaga sagde, at albummet handler om "hvad der holder os op om natten og hvad der gør os bange" og mente, at det handlede om "noget meget dybere end en paryk eller læbestift eller en fucking kødkjole", og efter at have hørt det, mente Akon, at Germanotta fører musikken op på et højere niveau. Albummet fik positive anmeldelser og ros for de forskellige stilarter og Gagas vokal. Born This Way solgte 1,1 million eksemplarer i løbet af den første uge i USA og startede på toppen af Billboard 200, ligesom det toppede hitlisterne i mere end 20 andre lande. Udgivelsen solgte mere end otte millioner eksemplarer i alt og modtog tre nomineringer til en Grammy, herunder en Grammy for årets album, hvilket var tredje nominering til den pris i træk. I marts 2012 var Lady Gaga nr. fire på Billboards liste over musikere med højest indtjening i 2011, idet sangerinden havde en omsætning på 25.353.039 dollars, et beløb der også indbefatter omsætningen fra Born This Way og The Monster Ball Tour.
I månederne op til frigivelsen udgav Gaga singlerne "Born This Way", "Judas" og "The Edge of Glory " samt promotion-singlen "Hair". Singlen med samme navn som albummet, der først blev sunget live ved den 53. Grammy-uddeling ved et show, hvor Gaga sang fra en ægge-lignende konstruktion, har selvaccept uanset race og seksuel orientering som tema. Singlen startede på toppen af Billboard Hot 100 og blev det 19. nummer, der opnåede dette, ligesom hittet var det 1000. hit i listens historie, som blev nr. 1 på hitlisten. Det digitale salg havde nået mere end tre millioner downloads i USA i oktober 2011, og singlen blev hendes ottende i træk, der nåede et salg på over to millioner med et globalt salg på 8,2 millioner opgjort i november 2011. Singlen blev således en af hendes fem bedst sælgende singler på verdensplan. Kritikerne bemærkede de kunstneriske og kulturelle referencer og roste konceptet i musikvideoen, i hvilken Gaga føder en ny race i surrealistiske omgivelser. Videoen til "Judas", hvor Gaga skildrer Maria Magdalene, og hvor personer fra Biblen som Jesus og Judas Iskariot også indgår, blev kritiseret for brugen af det religiøse indhold, men fik dog anerkendelse for det samlede indtryk, omend der også var folk, der ikke kunne se noget stødende ved videoens fremstilling. "Judas" også kom også i top ti på flere større musikmarkeder, mens "The Edge of Glory", der først opnåede kommerciel succes på de digitale markeder, senere blev udsendt som single og opnåede god kritik, idet den blev ledsaget af en video, der ikke helt var på niveau med den "ekstravagante" stil, Gaga normalt udtrykte sig i. Hun frigav også "You and I" og "Marry the Night" som singler fra Born This Way. Selv om de "skøre og ambitiøse" videoer blev rost for deres dristighed, nåede hverken den ene eller den anden sang helt den international succes, som de tidligere singler fra albummet havde nået. Gaga blev den andenmest spillede sanger i Det forenede Kongerige i 2011.
Igennem 2011 fortsatte Gaga sit arbejde i samarbejde med veteraner som Tony Bennett, med hvem hun indspillede en jazz-version af "The Lady Is a Tramp". Hun indspillede også en duet med Cher. Hun "skrev [nummeret] for lang tid siden, og jeg har aldrig lagt det på et af mine egne albummer, og det var der, faktisk, ikke nogen særlig grund til". Gaga sang også en original duet med Elton John til tegnefilmen Gnomeo & Juliet. Sangen, "Hello, Hello", blev frigivet uden Gagas vokal, men duetversionen indgår i filmen. Hun fortsatte sine optrædener i 2011 og sang på rådhuset i Sydney for at promovere Born This Way, og ved fejringen af den tidligere amerikanske præsident Bill Clintons 65 års-fødselsdag, iførte hun sig en blond paryk som en hilsen til Marilyn Monroes berømte optræden for John F. Kennedy og ændrede teksten til "You and I" til den særlige lejlighed. Hun optrådte også i fjernsynet og fik til Thanksgiving sendt en særudsendelse med titlen A Very Gaga Thanksgiving. Showet fik god kritik og blev set af 5,7 millioner amerikanske seere og gav anledning til at udsende en fjerde EP, A Very Gaga Holiday. Ved sin anden gæsteoptræden i Saturday Night Live sang hun et udvalg af sange fra Born This Way og medvirkede i et par sketches sammen med Justin Timberlake og Andy Samberg. Lady Gaga også numre fra Born This Way på Times Square, hvor hun var den, der sammen med borgmester Michael Bloomberg fik kuglen til at falde, hvilket markerer nytåret i New York. I 2012 havde Gaga en gæstemedvirken i det sidste show i den 23. sæson af The Simpsons, et afsnit der bar titlen "Lisa Goes Gaga". Gaga annoncerede desuden udsendelsen af sin første parfume i juni 2012. Parfumen blev lavet i samarbejde med Coty og lyder navnet Lady Gaga Fame; produktet kom på markedet i september 2012.
Turnéen for Born This Way, der havde titlen The Born This Way Ball blev påbegyndt i slutningen af april 2012 på Seouls olympiske stadion. Selvom turnéen, der bestod af 110 koncerter over hele verden, er blevet taget godt imod af både kritikere og fans, har flere kommentatorer afvist The Born This Way Ball. Kontroverserne, der særligt opstod i Asien, skyldtes protester fra flere religiøse grupper, der anså showet for at være satanisk og et angreb på religiøse værdier. Turneen udløste især protester fra Islamic Defenders Front og førte til, at et show i den indonesiske storby Jakarta måtte aflyses, fordi Gaga blev nægtet tilladelse til at optræde. Gaga havde håbet, at showet kunne gennemføres, men på grund af trusler om vold fra muslimske høge, besluttede hun at annullere koncerten, selvom de 52.000 billetter var blevet solgt på få dage.
Nye sange til det endnu uudgivne album Artpop "begyndte at blomstre frem", da Lady Gaga arbejdede med produceren Fernando Garibay i begyndelsen af 2012. Gagas manager, Vincent Herbert, sagde, at Gaga begyndte at arbejde på sit kommende album i løbet af The Born This Way Ball. Gaga meddelte albummets titel og sit ønske om, at titlen skulle styles som ARTPOP (sat med versaler) i august 2012; albummet vil blive udgivet i begyndelsen af 2013. Hun planlægger også at indspille et jazz-album sammen med Tony Bennett, som hun tidligere har samarbejdet med. Gaga er også gået til filmen og får sin debut i Robert Rodriguez' kommende film Machete Kills. Hun har rollen som La Chameleon i filmen, der får premiere i 2013.

## Kunstnerisk udtryk

### Indflydelse
Germanottas forældre, som introducerede hende for kunstnere som The Beatles, Stevie Wonder, Queen, Bruce Springsteen, Pink Floyd, The Grateful Dead, Led Zeppelin og Elton John, øvede betydelig indflydelse på hende i barndommen og gør det stadig. "Jeg er en rigtig familiepige. Når det kommer til kærlighed og loyalitet, er jeg meget gammeldags. Og jeg er helt nede på jorden, selvom jeg er en excentrisk person" har hun sagt. "Jeg er helt traditionel, hvad angår familie. Jeg har altid været på den måde". Ifølge Gaga lever Joanne Germanotta - hendes tante, der døde af lupus i en alder af 19 - videre gennem hende og inspirerer al hendes musik og kunst. Joannes dødsdato er tatoveret på Gagas krop - og selv om tanten døde 12 år før Gaga blev født, siger Gaga: "Jeg tror virkelig, at jeg har to hjerter. Jeg tror faktisk, at jeg kan bære to sjæle i min krop, og at jeg udlever resten af hendes liv og hendes godhed - hun døde som jomfru, hun døde uden at have oplevet alle de ting, som vi alle kommer til at elske og opleve i vores liv".
Deepak Chopra, en indisk læge, foredragsholder og forfatter har været en anden betydelig, åndelig indflydelse på Gaga. Hun mærkede ham som en "sand inspiration", har hun udtalt, og "han har altid mindet mig om at arbejde for mine fans og opfylde min vision og min skæbne". Hun tænker også på Chopra, når det kommer til hendes arbejde som musiker : "Jeg ønsker så meget, at der er mere end bare musik i det for mine fans". Gaga er også inspireret af Oshos bog Creativity. På spørgsmålet om sin forbindelse til ham har Gaga sagt, at hun var påvirket af hans arbejde, og at for hende er "kreativitet er den bedste form for oprør" og ligestilling "en af de vigtigste ting i mit liv".
| Kunstnere som Madonna (til venstre) og David Bowie (til højre) har påvirket Gaga |  | Kunstnere som Madonna (til venstre) og David Bowie (til højre) har påvirket Gaga |
| Kunstnere som Madonna (til venstre) og David Bowie (til højre) har påvirket Gaga |  |                                                                                  |

Musikalsk har Gaga modtaget inspiration talrige musikere fra dance-pop-sangere som Madonna og Michael Jackson til glam rock-kunstnere som David Bowie og Queen, mens hendes teatralske stil stammer fra kunstnere som Andy Warhol og hendes rødder i New Yorks musikteater. Queen-sangen "Radio Ga Ga" gav hende inspirationen til hendes kunstnernavn: "Jeg forgudede Freddie Mercury, og Queen havde et hit med 'Radio Gaga'. Det er derfor jeg elsker navnet [...] Freddie var unik - en af de største personligheder indenfor popmusik", har Gaga sagt. Gaga bliver jævnligt sammenlignet med Madonna, som indrømmer, at hun ser sig noget af sig selv i Gaga. Som reaktion på sammenligningerne har Gaga udtalt: "Jeg ønsker ikke at lyde overmodig, men jeg har gjort det til mit mål at revolutionere popmusikken. Den seneste revolution blev lanceret af Madonna for 25 år siden". Gaga tilføjede: "Der findes virkelig ingen mere hengiven og loyal Madonna-fan end mig. Jeg er hendes største fan, personligt og professionelt".
Ligesom Madonna er Gaga fortsat med at genopfinde sig selv og har gennem årene fundet musikalsk inspiration fra en mangfoldig blanding af kunstnere som Whitney Houston, Grace Jones, Cyndi Lauper, Blondie-sangeren Debbie Harry, Scissor Sisters, Prince, Marilyn Manson, Yoko Ono og Britney Spears. Gaga har nævnt Spears i flere interviews og afsløret: "Britney behøver bestemt ikke nogen freakin' råd fra mig. Britney Spears er poppens dronning. Jeg lærte af hende". Gaga hyldede Spears under MTV Video Music Awards i 2011med en avantgardepris og tilføjede, at denne popsangerinde har "lært os alle at være frygtløs, og branchen ville ikke være den samme uden hende".
Gaga har også peget på mode som en stor indflydelse og er blevet sammenlignet med engelske excentrikere som Leigh Bowery og Isabella Blow og med den amerikanske musiker Cher. Hun har sagt, at "som barn har hun absorberet Chers sans for mode og gjort den til sin egen". Hun anser Donatella Versace for sin muse, ligesom den afdøde britiske modedesigner og nære ven Alexander McQueen var hende en inspiration: "Jeg savner Lee, hver gang jeg tager tøj på". Gaga er inspireret af Andy Warhols Factory og har sit eget produktionsteam kaldet Haus of Gaga, som hun bestyrer selv, og som skaber meget af hendes tøj, scenerekvisitter og parykker. Hendes fascination af mode kom fra hendes mor, som altid var "meget velholdt og smuk."
"Når jeg skriver musik, tænker jeg på det tøj, jeg ønsker at bære på scenen. Det handler om det hele på en gang: Scenekunst, popkunst, mode. For mig smelter det hele sammen og det at det faktisk er en rigtig historie, får super-fans til at komme tilbage til det. [...] Jeg ønsker, at billedsproget skal være så stærkt, at fansene vil ønske at spise og smage på og slikke hver en del af os". Gaga fik sin debut på catwalk'en ved Thierry Muglers modeshow i Paris i marts 2011, hvor hun bar tøj fra Nicola Formichettis første dametøjskollektion. Hun har siden da brugt tid som klummeskribent for V, hvor hun har skrevet om sin kreative proces og sine studier i popkulturen.
The Global Language Monitor har anført navnet "Lady Gaga" som det store mode-buzzword, mens Gagas varemærke "no pants" er på en tredjeplads. Entertainment Weekly satte hendes outfits på sin liste over årtiets bedste: "Uanset om det er en kjole lavet af Muppets eller strategisk placerede bobler, har Gagas outrerede udklædning gjort performancekunst til mainstream". I juni 2011 vandt hun det amerikanske moderåds pris, der uddeles til et modeikon. Time Magazine har placeret Gaga på sin liste over de 100 største modeikoner til alle tider sammen med folk som Michael Jackson, Madonna og The Beatles, som har været en inspiration for hende: "Lady Gaga er lige så berygtet for sin skandaløse stil, som hun er for sine pophits. Gaga, Stefani Germanotta, har trods alt båret outfits lavet af plastik bobler, Kermit-dukker og råt kød".

### Musikstil
Lady Gaga eksperimenterer løbende med nye musikalske idéer, og hendes sange gøres ofte til genstand for megen analyse blandt kritikere. Hun siger, at det er "befriende" konstant at genopfinde sin lyd og sit look, og hun insisterer på, at hun er blevet draget mod dette siden barndomsårene. Germanotta er kontraalt og udviser et "overvældende udtryk [og] en instinktiv vokal fraseringsevne". Hendes stemme spænder over 2,7 oktaver. Gaga nægter synge til playback - hendes stemmespand ofte er blevet sammenlignet med Madonnas og Gwen Stefanis - og hun har udviklet sin vokale stil i løbet af sin karriere, men finder dog Born This Way "meget mere på niveau med hvad jeg altid har været i stand til". I en opsummering af Gagas stemmekvaliteter, skrev Entertainment
Weekly: "Der er en enorm følelsesmæssig intelligens bag den måde, hun bruger sin stemme på. Hun overlæsser næsten aldrig en sang med sin stemme, men ved, at kunsten består i at finde nuancerne og ikke i rå lungestyrke".
Selvom hendes tidlige tekster er blevet kritiseret for at mangle intellektuel substans, formår "[Gaga] at få dig i bevægelse og i humør næsten uden besvær". Gaga indrømmer, at hendes sangskrivning er blevet fejlfortolket. Hendes ven og bloggeren Perez Hilton uddybede: "Du skriver virkeligt dybt intelligente sangtekster på lavpandede koncepter". Gaga gav ham ret: "Perez er meget intelligent og har klart lyttet til min plade fra start til slut, og han har ret". Gaga går op i sangskrivning: "Jeg elsker sangskrivning. Det er så sjovt. Jeg kan går rundt i mit undertøj og synge, eller jeg kunne være i gang med at tage opvasken. Jeg har skrevet flere sange, mens jeg bare har siddet ved klaveret," har hun sagt. Gaga mener, at "al god musik kan spilles på et klaver og stadig lyde som et hit". Hun har dækket en bred vifte af emner i sine sange: Mens hun på The Fame (2008) funderer over lysten til at opnå stjernestatus, udtrykker The Fame Monster (2009) berømmelsens mere mørke sider gennem monstermetaforer. Born This Way (2011) synges på engelsk, fransk, tysk og spansk og indeholder nogle centrale temaer i Gagas ofte kontroversielle sangtekster som kærlighed, religion, penge, narkotika, identitet, befrielse, seksualitet, frihed og individualisme.
Strukturen i hendes musik siges at afspejle 1980'ernes pop og 1990'ernes Europop. Hendes debutalbum The Fame (2008) provokerede The Sunday Times til at hævde, "at ved at kombinere musik, mode, kunst og teknologi leder [Gaga] tankerne hen på Madonna, Gwen Stefani fra 'Hollaback Girl'-dagene, Kylie Minogue anno 2001 eller Grace Jones lige nu", mens en kritiker fra The Boston Globe mente, at Gaga åbenlyst trækker på "inspiration fra Madonna til Gwen Stefani ... i [sine] pigede [...] og boblende beats". Kritikeren Simon Reynolds skrev, at "alt om Gaga kom fra electroclash, bortset fra musikken, der ikke var særligt 80'er-agtig, bare hensynsløst iørefaldende naughties pop poleret med med Auto-Tune og understøttet af en R&B-agtig rytme". Den opfølgende plade, The Fame Monster (2009), viste Gagas smag for pastiche over "halvfjerdsernes arena-glam, munter ABBA-disco og sukkerholdige throwbacks som Stacey Q", og Born This Way (2011) bygger derfor på plader fra hendes barndom og så forskellige genrer som opera, heavy metal, disco og rock and roll. "Der er ikke et subtilt øjeblik på hele albummet, men hvor den er skørest, er musikken vågen og fuld af følelsesmæssige detaljer", skrev Rolling Stone, der konkluderede: "Jo mere overdreven Gaga er, jo mere ærlig lyder hun".

### Musikvideoer og forestillinger
Musikvideoerne til Ladys Gagas sange er forbundet med konstante kostumeskift, dansere og provokerende iscenesættelser, og videoerne er ofte blevet beskrevet som kortfilm. "At provokere handler ikke kun om at få folks opmærksomhed. Det handler om at sige noget, der virkelig påvirker mennesker på en reel måde, på en positiv måde", siger hun. Hun tager emner som bondage og sadomasochisme op foruden udbredte feministiske emner. De tre centrale temaer i Lady Gagas musikvideoer er sex, vold og magt. "Videoerne er vaudeville-agtige og kødelige, idet Lady Gaga har en sans for at få voldtægtslignende fantasier - i sange og videoer der også fungerer som fængende natklubhits - til toppen af hitlisterne", skrev en kritiker. "Uanset om det er fysisk vold eller seksuel udnyttelse, udgør disse videoer levende skildringer af mænds magt over kvinders kroppe", skrev en anden. Gaga anser sig selv for "lidt af en feminist" (men afviser mandehadende feminisme), og hævder, at hun er for "seksuel myndiggørelse af kvinder". Gaga stræber efter at give unge kvinder mod til at kæmpe for det, de tror på. Hun forsøger også at befri sine fans, så de kan føle sig "mindre alene". "Hun bekræfter ikke blot påstanden om, at hun er komplet original", siger popkritikeren Ann Powers, "men hun raffinerer det også, til det både er en filosofisk holdning til hvordan det at konstruere en persona ud fra popkulturelle kilder kan være et udtryk for en persons sandhed - som fx de drag queens, som Gaga oprigtigt beundrer - og lidt af en feministisk handling". I en sammenfatning af Gagas videoer skrev Rolling Stone: "er der nogen der leder efter tilbageholdenhed i en Lady Gaga-video?"
Hendes shows er beskrevet som "meget underholdende og nyskabende"; den blodige opførelse af "Paparazzi" ved MTV Video Music Awards i 2009 beskrev MTV som "eye-popping" (noget der får ens øjne til at stå ud). Hun fortsatte dette blod-tema på The Monster Ball Tour, hvor hun bar et afslørende læderkorset og blev "angrebet" af en performer klædt i sort, der gnavede på hendes hals, så det forårsagede "blodet" til at sprøjte ud over hendes bryst, efter hvilket hun lå "døende" i en blodpøl. Hendes opførelser af dette optrin udløste protester i England fra familiegrupper og fans, idet en lokal tragedie, hvor en taxachauffør havde myrdet 12 personer, var indtruffet kort før et show. "Hvad der skete i Bradford står meget frisk i folks erindring og i betragtning af volden, der var indtruffet i Cumbria få timer tidligere, var det ufølsomt", siger Lynn Costello fra Mothers Against Violence. Hendes ukonventionelle optræden fortsatte ved MTV Video Music Awards i 2011, hvor hun optrådte i drag som sit mandlige alter ego, Jo Calderone, og leverede en elskovssyg monolog før en fremførelse af sangen "You and I". Nogle har forsvaret hendes flamboyante og provokerende adfærd. "Well, hun er Lady Gaga", har Chris Rock sagt; "Hun er ikke 'Lady Pæn-Opførsel'. Ønsker du artighed fra person ved navn Gaga? Var det det, du havde forventet?" Som Gagas koreograf og kreative direktør har Laurieann Gibson leveret materiale til hendes shows og videoer i fire år. Men de skiltes i november 2011, og Gibson blev erstattet af Gagas assistent, Richard Jackson. Gaga indrømmer, at hun er en perfektionist, når det kommer til udførlige shows. "Jeg herser meget med folk. Jeg kan skrige op, hvis jeg ser en defekt lysarmatur. Hvert minut af showet må og skal være perfekt".

### Offentlighed
Mens Rolling Stone udnævnte Gaga til poppens dronning i 2011, har modtagelsen i den brede offentlighed af Gagas musik, af hendes sans for mode og hendes personlighed været mere blandet. Hendes status som rollemodel, som fremmer af selvværd for hendes fans samt som pionér og modeikon, der puster nyt liv i branchen, har på skift været både bekræftet og benægtet. Gagas albummer har fået overvejende positive anmeldelser, og kritikerne har indset hendes unikke position indenfor popmusikken samt behovet for nye bevægelser indenfor populærkulturen foruden den opmærksomhed, Gaga er i stand til at skabe om moderne sociale problemer, og det højest særegne og subjektive udtryk, der er i hendes kunst. I betragtning af hendes indflydelse på moderne kultur og globale berømmelse har sociologen Mathieu Deflem fra University of South Carolina siden foråret 2011 organiseret et kursus med titlen "Lady Gaga and the Sociology of Fame" (Lady Gaga og berømmelsens sociologi) med det formål at undersøge "nogle af de sociologisk relevante dimensioner af Lady Gagas berømmelse". Da Gaga kortvarigt mødtes med amerikanske præsident, Barack Obama, ved et fundraising-arrangement for en menneskerettighedskampagne beskrev han mødet som "skræmmende", da hun gik med 16 tommer (40 cm) høje hæle, der uden tvivl gjorde hende til den højeste kvinde, der var til stede.
I modsætning til hendes outrerede stil har New York Post beskrevet hendes tidlige look som noget der ligner en "flygtning fra Jersey Shore" med hendes "store sorte hår, tunge øjenmakeup og stramme, afslørende tøj". Gaga er brunette, men har afbleget sit hår, fordi hun ofte blev forvekslet med Amy Winehouse. Hun har ni tatoveringer på venstre side af sin krop (hendes far har forbudt hende at gøre det på højre side): et enhjørningehoved med et bånd svøbt omkring hornet, hvorpå der står "Born This Way", et lille hjerte med "dad" (far) skrevet inde i det, adskillige hvide roser, en G-nøgle, tre bellier, "Tokyo Love" med et lille hjerte;" "Little Monsters" (Små monstre) skrevet med håndskrift, et fredssymbol, som er inspireret af John Lennon, som hun erklærede som sin helt, og et citat af digteren Rainer Maria Rilke skrevet med fraktur-skrift på hendes venstre arm; Rilke er hendes yndlingsforfatter, fordi hans "ensomhedsfilosofi" taler til hende. Gaga blev stillet et spørgsmål om, hvilke proteser hun bruger for at skabe de spidse kindben, tindinger og skuldre, og svarede: "De er ikke proteser, de er mine knogler." Hun anførte også, at der ikke var tale om plastikkirurgi, for hun mener, at plastikkirurgien er et moderne biprodukt af berømmelsesbetinget usikkerhed, som hun ikke abonnerer på. Da intervieweren spurgte yderligere ind til sagen, kom Gaga til den konklusion, at de er et kunstnerisk udtryk for hendes indre lys og en del af hendes "show" og musikalske personlighed.
Mod slutningen af 2008 fandt nogle, at Gaga og Christina Aguilera havde samme stil i forhold til mode, styling, hår og make-up. Aguilera sagde, at hun var "helt uvidende om [Gaga]" og at hun "ikke vidste, om det [var] en mand eller en kvinde". Gaga udsendte en erklæring, hvori hun hilste sammenligningen velkommen på grund af den opmærksomhed og nyttige reklame, den gav. Gaga sagde: "Hun er sådan en stor stjerne, og om noget burde jeg sende hende blomster, fordi en masse mennesker i Amerika ikke vidste, hvem jeg var, før al dette skete ... Det har virkelig sat mig på landkortet på en måde". Da Lady Gaga i 2009 blev interviewet af Barbara Walters til den årlige særudgave af ABC News med titlen 10 Most Fascinating People, afviste Gaga påstanden om, at hun er en mellemting mellem en mand og en kvinde som en vandrehistorie. Som svar på et spørgsmål desangående sagde hun: "I starten var det meget mærkeligt og alle sagde ligesom, 'Det er virkelig noget af en historie!' Men på en måde fremtræder jeg på en meget androgyn måde, og jeg elsker androgyni". Sammenligningerne med Aguilera fortsatte ind i 2010, da Aguilera udgav musikvideoen til sin single, "Not Myself Tonight". Kritikerne bemærkede lighederne mellem denne sang og tilhørende musikvideo og så Gagas video til "Bad Romance". Der har også været lignende sammenligninger mellem Gagas stil og modeikonet Dale Bozzio fra bandet Missing Persons. Nogle har set påfaldende paralleller mellem deres looks, om end fans af Missing Persons gør opmærksom på, at Bozzio allerede så sådan ud mere end tredive år tidligere.
Mens hengivne fans kalder Gaga "Mother Monster", refererer Gaga ofte til sine fans som "Little Monsters", hvilket også står tatoveret på hendes arm. Camille Paglia skrev i 2010 i sin forsidehistorie, "Lady Gaga and the Death of Sex" i The Sunday Times, at Gaga "er mere en identitetstyv end en erotisk tabubryder, et mainstreamprodukt, som hævder at synge for de fanatiske, de oprørske og de besiddelsesløse, selv om hun ikke tilhører nogen af disse". Kitty Empire, der skrev for The Guardian, mente, at Gaga tillader "... seeren en 'overskridende' oplevelse uden at behøve at tænke selv. I centrum for [hendes show] står ideen om, at Gaga står sammen med de fanatiske og de udstødte. The Monster Ball er det sted, hvor vi alle kan være frie. Dette er noget notorisk vrøvl, da masser af folk, der køber Gagas udspekuleret kommercielle musik ikke er begrænset til den nicheverden, der består af drag queens og hippe nattedyr, hvor hun finder sin inspiration. Men Gaga virker oprigtig". Gaga har også lanceret "littlemonsters.com", en officiel netværksside for Gagas fans. Siden blev åbnet i juli 2012.
I 2012 blev Lady Gaga en del af udstillingen, The Elevated. Fra Farao til Lady Gaga, der markerede 150-året for Warszawas nationalmuseum. Udstillingen fokuserede på ikonografi og var finansieret af det polske ministerium for kultur og kulturarv. Formålet var at vise hierarkiers allestedsnærværelse fra antikken til nutiden. På udstillingen kunne man se en samling af billeder af kvinder, som har opnået en høj status i samfundet i deres tid. En af dem, Dorothea de Biron kom fra en fyrstelig familie og på grund af sin byrd, men også på grund af sin skønhed og sit intellekt blev hun beundret af alle i hofkulturen i slutningen af det 18. århundrede. Lady Gaga, fremstillet i en kjole af råt kød, vistes på udstillingen som et moderne ikon, der har opnået en indflydelsesrig position på grund af den magt, hun udøver over massemedierne, og på grund af sine særlige evner for at skabe sit eget image. Kødkjolen vil også blive udstillet på National Museum of Women in the Arts i Washington, DC med en forklaring på Gagas politiske budskab.

## Filantropi og politisk aktivisme
Udover sin musikalske karriere har Gaga bidraget til forskellige velgørende organisationer. Gaga har fx hjulpet ofre for naturkatastrofer ved at støtte nødhjælpsindsatsen. Selv om hun afviste en invitation til at være med på singlen "We Are the World 25" til fordel for ofrene for jordskælvet på Haiti i 2010, har hun doneret udbyttet af sin koncert i New Yorks Radio City Music Hall den 24. januar 2010 til landets genopbygningsfond. Alt overskuddet fra hendes officielle online butik på denne dag blev også doneret til formålet. Gaga meddelte, at der i alt gik 500.000 dollars til fonden. Få timer efter skælvet og tsunamien i Tohoku i Japan den 11. marts 2011 sendte Gaga en Twitter-besked og et link til Japan Prayer Bracelets. Alle indtægter fra et armbånd, som hun designede i samarbejde med denne virksomhed, blev doneret til hjælpearbejdet. Pr. 29. marts 2011 var der blevet solgt armbånd for 1,5 millioner dollars. Advokaten Alyson Oliver indledte imidlertid en retssag mod Gaga i Detroit i juni 2011, fordi armbåndet burde pålægges en omsætningsafgift, og fordi $3,99 blev lagt oveni prisen i forsendelseomkostninger. Hun troede heller ikke på, at alle indtægterne fra armbåndene ville gå til nødhjælpsarbejdet og krævede, at Gaga aflagde offentligt regnskab for kampagnen og refunderede udgiften til folk, der havde købt armbåndet. Gagas talsmand kaldte retssagen "uden værdi" og "vildledende". Den 25. juni 2011 optrådte Gaga ved MTV Japans velgørenhedsshow i Makuhari Messe til fordel for japansk Røde Kors. I oktober 2012 skal Gaga have mødt grundlæggeren af Wikileaks, Julian Assange på den ecuadorianske ambassade i London. Den 6. november 2012 lovede Gaga at donere en million dollars til det amerikanske Røde Kors for at hjælpe ofrene for orkanen Sandy.

### HIV og AIDS
Gaga bidrager også i kampen mod HIV og AIDS og fokuserer på at oplyse unge kvinder om sygdommen. Sammen med Cyndi Lauper har Gaga indgået et samarbejde med MAC Cosmetics om at lancere en læbestift til deres produktlinje, Viva Glam. Under navnene Viva Glam Gaga og Viva Glam Cyndi skal provenuet for de to læbestifter gå til en kampagne for at forhindre HIV og AIDS over hele verden. I en pressemeddelelse erklærede Germanotta: "Jeg ønsker ikke, at Viva Glam bare skal være en læbestift, du køber for at bidrage til en god sag. Jeg ønsker, at det skal være en påmindelse, når du går ud, en påmindelse om at huske at lægge et kondom i pungen lige ved siden af din læbestift". Salget af Viva Glams læbestift og lipgloss i Gagas navn har rejst mere end 202 millioner dollars til bekæmpelse af HIV og AIDS.

### Born This Way Foundation
I 2012 lancerede Stefani Germanotta sin Born This Way Foundation (BTWF), en non-profit organisation, der fokuserer på unge og emner som selvtillid, velvære, anti-mobning, mentorordninger og karriereudvikling. Organisationen har sit navn fra 2011-singlen og albummet. Der er planer om at samarbejde med en række partnere, herunder John D. og Catherine T. MacArthur Foundation, The California Endowment og Berkman Center for Internet and Society ved Harvard University. Oprah Winfrey, forfatteren Deepak Chopra og den amerikanske sundhedsminister Kathleen Sebelius talte ved opstartsmødet på Harvard. Fondens finanser udgjorde oprindelig 1,2 mio. dollars fra Lady Gaga og 500.000 fra MacArthur Foundation og 850.000 fra Barneys New York. Fonden har indgået et partnerskab med Berkman Center for Internet and Society på Harvard University, MacArthur Foundation, California Endowment samt Viacom som mediepartner. I juli 2012 indgik Born This Way Foundation et samarbejde med Office Depot, som donerer 25 % af salget af en særlig udgave af nogle produkter til skolebørn; donationen vil blive på minimum en million dollars fra disse produkter, der skal fremme fondens budskab. Fondens initiativer har omfattet en plakatkonkurrence i marts-april 2012 med en opfordring til deltagerne om at indsende billeder, der besvarer spørgsmålet: "Hvad betyder tapperhed betyder for dig?", en "Born Brave-bus", der som et antimobbe-initiativ skal følge Gaga på turné som et sted, hvor unge kan henvende sig, samt en række "Born Brave"-skolegrupper.

### Indvandring og LGBTI+
Germanotta er engageret i debatten om SB 1070, en anti-udlændinge-lovgivning, som Arizona for nylig vedtog. Gaga gav sin første fremførelse af sangen "Americano" i Guadalajara i Mexico på sin The Monster Ball Tour og hun fortalte den lokale presse, at hun ikke kunne "støtte mange af de uretfærdige immigrationslove", der vedtages i USA. Gaga er en åbenhjertig aktivist for rettigheder for homoseksuelle, biseksuelle og transpersoner. Hun tilskriver en stor del af sin tidlige succes som mainstreamkunstner sine homoseksuelle fans og betragtes som et ikon af disse grupper. Tidligt i sin karriere havde hun svært ved at blive spillet i radioen og sagde: "Vendepunktet for mig var det homoseksuelle samfund." I noterne til The Fame takkede hun FlyLife, et marketingselskab med HBT-forbindelser på Manhattan, som hendes label Interscope samarbejder med. En af hendes første tv-optrædener var i maj 2008 ved NewNowNext Awards, en prisuddeling der blev sendt på HBT-tv-stationen Logo. I juni samme år optrådte hun ved en pride-parade i San Francisco. Efter at The Fame udkom, afslørede hun, at sangen "Poker Face" handlede om hendes biseksualitet. I et interview med Rolling Stone, talte hun om, hvordan hendes kærester har en tendens til at reagere negativt på hendes biseksualitet og sagde: "Det faktum, at jeg er til kvinder, intimiderer dem. Den gør dem utilpas. De siger ligesom: 'Jeg har ikke brug for en trekant. Jeg er tilfreds med dig alene'." Da hun optrådte som gæst på The Ellen DeGeneres Show i maj 2009, roste hun DeGeneres for at være "en inspiration for kvinder og for det homoseksuelle samfund". Hun sagde, at den nationale ligestillingsmarch den 11. oktober 2009 på National Mall var den "allervigtigste begivenhed i hendes karriere". Gaga deltog i MTV Video Music Awards i 2010 ledsaget af fire homoseksuelle og lesbiske medlemmer af USA's væbnede styrker, som havde måttet skjule deres seksualitet i henhold til det amerikanske militærs "Don't ask, don't tell"-politik (DADT; "Spørg ikke, fortæl intet"). Hun har udsendt tre videoer på YouTube med en opfordring til sine fans om at kontakte deres senatorer med henblik på at omstøde DADT-politikken. I september 2010 talte hun ved et møde for tjenestegørende i Legal Defense Network i Portland i Maine. Efter denne begivenhed sagde redaktører af The Advocate, at Gaga var blevet "den virkeligt hårde fortaler" for homofile og lesbiske, den fortaler som Barack Obama ellers havde lovet at være. Gaga optrådte på Europride i Rom i juni 2011; Europride er en pan-europæisk begivenhed med det formål at styrke selvværdet for LGBTI+-personer. Hun kritiserede den intolerante holdning overfor homoseksuelle i mange europæiske lande. Gaga har beskrevet homoseksuelle som "kærlighedsrevolutionære" personer.
Ved MTV Video Music Awards i 2010 var Gaga iført en kjole af kød. Hun supplerede den med støvler, en pung og en hat, der alle også var fremstillet af kødet fra et dødt dyr. Som en delvis anerkendelse af denne kjole kaldte Vogue.com i Det forenede Kongerige hende en af de bedst klædte i 2010, mens Time Magazine udnævnte kjolen til årets Fashion Statement, omend kjolen ikke vakte udelt begejstring, idet den også pådrog sig dyrerettighedsorganisationen PETAs vrede. Hun benægtede at have haft til hensigt at udvise respekt og ønskede, at kjolen blev fortolket som en menneskerettighedserklæring med fokus på folk i HBT-miljøet og tilføjede, at "hvis vi ikke kæmper for det, vi tror på, og hvis vi ikke kæmper for vores rettigheder, vil vi snart ikke have flere rettigheder end det kød, der sidder på vores egne ben".

## Diskografi

### Album
- The Fame (2008)
- The Fame Monster (2009)
- The Remix (2010)
- Born This Way (2011)
- Artpop (2013)[243]
- Cheek to Cheek (2014)
- Joanne (2016)
- Chromatica (2020)
- Mayhem (2025)

### Singler
- "Just Dance" (featuring Colby O'Donis) (2008)
- "Poker Face" (2008)
- "Eh, Eh (Nothing Else I Can Say)" (2009)
- "LoveGame" (2009)
- "Paparazzi"(2009)
- "Bad Romance" (2009)
- "Telephone" (featuring Beyoncé) (2010)
- "Alejandro" (2010)
- "Born This Way" (2011)
- "Judas" (2011)
- "The Edge of Glory" (2011)
- "Yoü and I" (2011)
- "Marry the Night" (2011)
- "Applause" (2013)
- "Do What You Want" (2013)
- "G.U.Y" (2014)
- "Anything Goes" (featuring Tony Bennett) (2014)
- "I Can't Give You Anything But Love" (featuring Tony Bennett) (2014)
- "Nature Boy" (featuring Tony Bennett) (2014)
- "Til It Happens To You" (2015)
- Perfect Illusion (2016)
- "Million Reasons" (2016)

## Filmografi
Film
- Machete Kills (2013)
- Sin City: A Dame to Kill For (2014)
- A Star Is Born (2018)
- House of Gucci (2021)
- Joker: Folie à Deux (2024)

Tv
- American Horror Story: Hotel (2015–2016)
- American Horror Story: Roanoke (2016)